# Ramon Muntaner i Torruella
Ramon Muntaner i Torruella (Cornellá de Llobregat, Barcelona, España, 29 de septiembre de 1950 - San Cugat del Vallés, 9 de diciembre de 2021) fue un cantautor español en lengua catalana relacionado con el movimiento de la Nova Cançó, así como gestor cultural, reconocido con el nombre artístico de Ramon Muntaner.

## Trayectoria artística
Después de componer música para teatro, en 1972 Muntaner gana el concurso de Promoció de Noves Veus, dándose a conocer en 1974 como telonero de Lluís Llach, ese mismo año Edigsa le publica un disco sencillo con cuatro canciones de presentación, siendo un intérprete con fuerza y sensibilidad en la canción de autor catalana de la misma generación que Joan Isaac y Marina Rossell. En 1975 aparece su primer disco: Cançó de carrer, en el que pone música a diversos poetas, obteniendo popularidad entre el público joven en Cataluña. Su segundo disco: Presagi, se edita al año siguiente y lo dedica monográficamente a la poesía de Miquel Martí i Pol, presentándose en concierto en el Palau de la Música Catalana de Barcelona con gran éxito.
En 1977 Muntaner ficha por la discográfica Movieplay y edita su tercer disco: Cròniques, poniendo música a diferentes poetas. Al año siguiente, en colaboración con Joan Ollé, publica un disco totalmente unitario sobre la niñez durante los años 50 en Barcelona con el título Veus de lluna i celobert. El siguiente disco llega en 1979: Balades i cançons, la segunda cara está dedica de lleno a poemas de Josep Maria de Sagarra, el disco cuenta con arreglos de Manel Camp pero el trabajo no alcanza la respuesta popular esperada.
En 1982 el cantautor publica dos nuevos discos, por un lado la B.S.O. de la película La plaça del Diamant, dirigida por Francesc Betriu, la canción principal fue uno de los mayores éxitos de Ramon Muntaner; y por otro El pas del temps, basado en textos del escritor Joan Ollé. En 1987 participa en la B.S.O. de la película "L'escolt" de Antoni Verdaguer. Su último disco fue Fugida en 1988, editado en unos momentos en los que el músico ya se va alejando de los escenarios, se trata de un disco formado por temas con textos del escritor Vicenç Villatoro.
A partir de entonces y como gestor cultural se hizo cargo de la oficina Ressons de difusión musical, después lleva la programación de la sala L'Espai, y desde 1996 pasa a dirigir la SGAE. Como alto responsable de SGAE, en febrero de 2010 declaró que las críticas a esta organización eran consecuencia al bajo nivel cultural de los españoles.  Muntaner convirtió el Mercat de Música Viva de Vic en un acontecimiento al mismo tiempo cultural y empresarial y bajo su tutela se celebraron los ya históricos conciertos del Palau Sant Jordi de cançó y rock.

## Reconocimientos
El 10 de febrero de 2018 se le rindió un homenaje con un concierto de sus compañeros músicos en el Festival Barnasants: Borja Penalba, Enric Hernàez, Sílvia Comes, Joan Isaac, Rusó Sala, Túrnez & Sesé, Coses, Eduard Iniesta, Roger Mas, Gemma Humet y Joan Manuel Serrat acompañados por Antoni-Olaf Sabater (piano y teclados), Josep Traver (guitarra), Jordi Camp (bajo) y Lluís Ribalta (batería) y en 2019 se publicó un disco colectivo con versiones de sus canciones: Cançó de carrer. Cantem Ramon Muntaner.

## Discografía[9]
- Decapitacions XII [single, 1974]
- Cançó de carrer  [1975]
- Presagi [1976]
- Cròniques [1977]
- Veus de lluna i celobert  [1978]
- Balades i cançons [1979]
- El pas del temps [1982]
- La Plaça del Diamant B.S.O. [1982]
- Fugida  [1988]